# جمال الجمل
جمال الجمال (1 أغسطس 1957 – 1 يناير 2014) دبلوماسي فلسطيني. كان سفيراً لدى جمهورية التشيك من 11 أكتوبر 2013 حتى وفاته.
ولد بمخيم شاتيلا للاجئين في بيروت. يعود أصل عائلته إلى يافا.